# Simon Dibbern
Simon Dibbern (* 10. November 1988 in Kitzingen) ist ein ehemaliger deutscher Fernsehschauspieler.

## Leben
In der Jugendserie Endlich Samstag! verkörpert er ab 2006 die Rolle des „Lorenz“ und wurde dadurch überregional bekannt. Die 2006/2007 bei Das Erste ausgestrahlte Serie war so erfolgreich, dass sie fortgesetzt wurde.
Im Mai 2010 legte er sein Abitur am E.T.A. Hoffmann-Gymnasium Bamberg ab. Von Sommer 2011 bis 2014 studierte er Betriebswirtschaftslehre an der Otto-Friedrich-Universität Bamberg.
Zurzeit lebt und arbeitet er in Berlin. Er ist Gründer der any.b Consulting GmbH, einem Personalvermittlungs-Unternehmen.

## Filmografie
- 2006–2007: Endlich Samstag! (als Lorenz)